# کوسه راسویی داس‌باله
کوسه راسویی داس‌باله (نام علمی: Hemigaleus microstoma) نام یک گونه از تیره کوسه‌های راسویی است.